# Васильчиков, Евгений Иванович
Евге́ний Ива́нович Васи́льчиков (род. 22 декабря 1936, Воскресенск Московской области) — советский партийный и государственный деятель, первый секретарь Липецкого городского комитета КПСС (1975—1979), кандидат экономических наук (1982).

## Биография
Е. И. Васильчиков родился 22 декабря 1936 года в городе Воскресенске Московской области. В 1946 вместе с семьёй переехал в Липецк. В 1959 закончил Воронежский инженерно-строительный институт, Московский инженерно-экономический институт, Высшую партийную школу при ЦК КПСС.
С 1959 года работал в Липецке в тресте «Липецкстрой». В 1965 переведён на партийную работу: инструктор, заместитель заведующего отделом Липецкого обкома КПСС, второй (1970—1975), а затем (с 1975) первый секретарь Липецкого горкома КПСС. В 1979—1982 учился в аспирантуре Академии общественных наук при ЦК КПСС. В 1982—1990 возглавлял областной Комитет народного контроля. В 1990—1991 — заведующий отделом Липецкого облисполкома.

## Награды
- Орден Трудового Красного Знамени
- Орден «Знак Почёта»